# Enceintes et fortifications de Fès

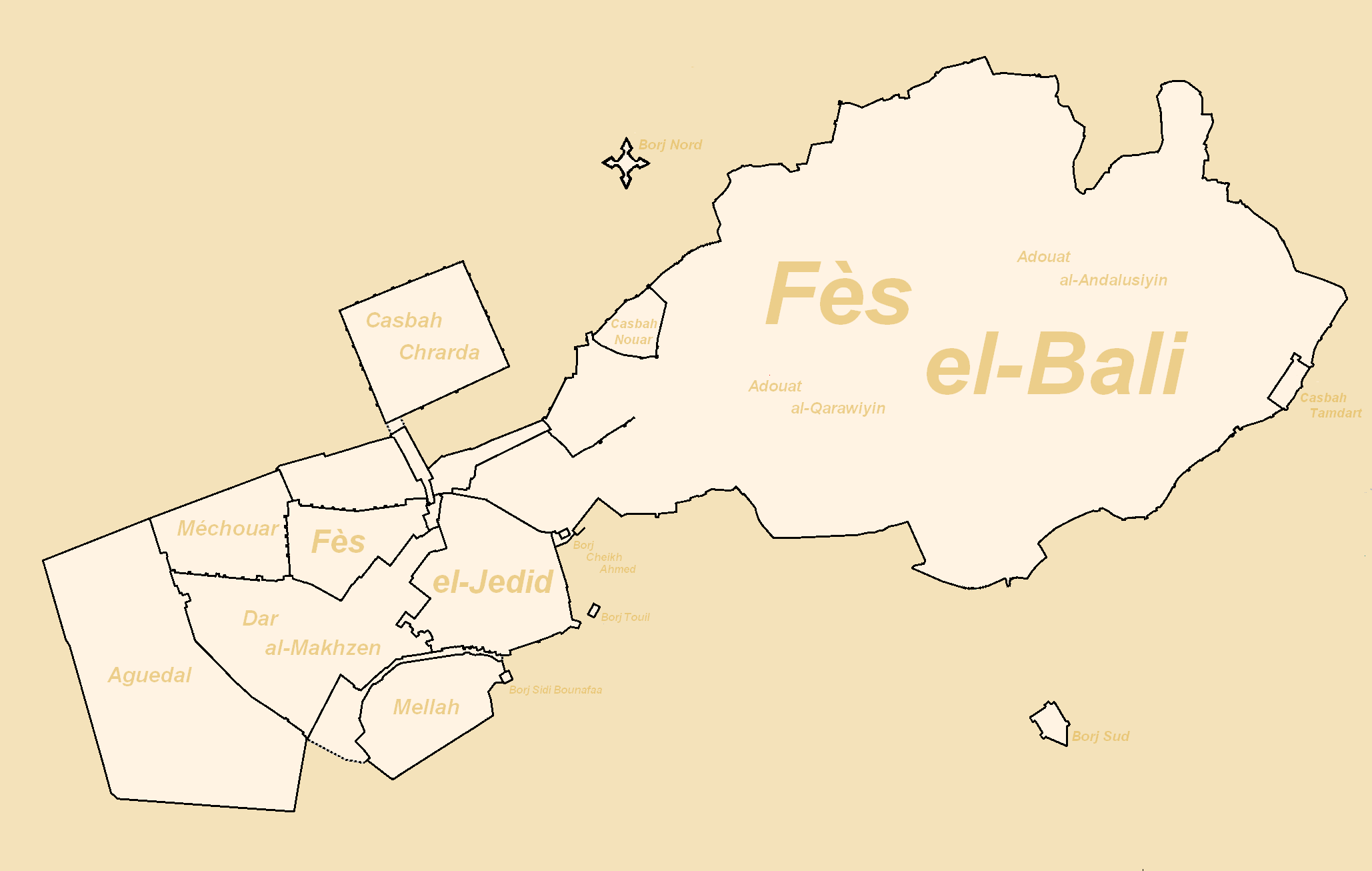
Carte des enceintes et des fortifications de la médina de Fès au XX

Fès, ville impériale du Maroc fondée à la fin du VIIIe siècle et ancienne capitale sous les dynasties des Idrissides, des Mérinides, des Wattassides et pendant une partie de l'ère des Alaouites, a été défendue au long de son histoire par des fortifications consistant en une série de remparts, de forts et de casbahs. 
De nos jours, les remparts de Fès délimitent une aire comprenant l'arrondissement de Fès-Médina, au sein de la municipalité de Fès, ainsi que la municipalité à statut spécial de Méchouar Fès Jdid .

## Histoire

### Fondation de la ville et ère idrisside
La fondation de la ville de Fès remonte à 788/789, quand Idriss Ier édifie la ville de « Madinat Fas » sur la rive orientale d'un cours d'eau, l'oued al-Jawahir. En 808-809, Idriss II édifie sur la rive occidentale de l'oued al-Jawahir une seconde cité qu'il appelle « Fas al-Alya ». Les deux cités, séparées par l'oued, se voient fortifiées par ce dernier par deux enceintes percées de 6 portes chacune,.
D'abord respectivement à dominante berbère et arabe, Madinat Fas et Fas al-Alya accueilleront à partir de 817-818 huit centaines de familles andalouses pour la première cité et trois centaines de familles kairouanaises pour la seconde, donnant naissance à la structure de la ville de Fès telle que connue jusqu'à nos jours, avec ses deux rives (« adouat »), celle des Andalusiyin (Andalous) et celle des Qarawiyin (Kairouanais).
De ces deux enceintes primitives il ne subsiste pratiquement aucune trace. On note cependant l'existence d'une porte appelée Bab Ifriqiya donnant sur la rue Sellaline, ainsi que la transmission des noms de Bab Guissa et de Bab Foutouh, appellations ultérieures de Bab Hisn Sa'doun et de Bab al-Qibla, à des portes de l'enceinte actuelle de la médina.

### Ère zénète
À la fin du Xe siècle, la lutte entre les Omeyyades de Cordoue et les Fatimides d'Ifriqiya par factions zénètes interposées mène à la chute des Idrissides et à l'établissement et la succession de pouvoirs locaux éphémères au Maghreb al-Aqsa. Pendant cette période, la morphologie des deux cités (Madinat Fas et Fas al-Alya) demeure inchangée et les fortifications idrissides perdurent. 
Au milieu du XIe siècle les deux cités sont réunies au sein d'une enceinte unique par le prince maghraouide Donas ibn Hamama qui contrôle alors Fès, sans toutefois abattre les murailles les séparant.
En 1059, à la mort de Donas, ses deux fils Foutouh et Aguissa se disputent le pouvoir et prennent chacun une cité comme base. Ainsi, le premier construit un fort à proximité de Bab al-Qibla sur la rive orientale, y perçant une porte qui prendra alors son nom, Bab Foutouh, tandis que le second construit un fort sur la rive occidentale à proximité de Bab Hisn Sa'doun, porte qui prend alors le nom de Bab Aguissa, devenue dans l'usage Bab Guissa.

### Ère almoravide
En 1070, l'émir almoravide Youssef ibn Tachfine entreprend d'abattre les murailles séparant les deux cités, désormais unifiées,,.
Les Almoravides construisent également la casbah de Tagrarat à l'ouest de la ville, connue également sous le nom de « casbah de Boujloud » dont des vestiges existent jusqu'à présent, dont la porte de Bab Boujloud.

### Ère almohade
Au XIIe siècle, la ville de Fès résiste à la conquête almohade et n'est conquise par ces derniers qu'au terme d'un siège et à la suite d'une inondation provoquée par l'obstruction de l'oued al-Jawahir, provoquée par Abd al-Mumin. Ce dernier, à son entrée dans la ville, décide de détruite la casbah de Boujloud et d'abattre la majeure partie des remparts, déclarant selon le Roudh al-Qartas: 

« Je n'ai pas besoin, moi, d'être défendu par des murs ; mes remparts ce sont mon épée et ma justice. »

Les remparts ne seront relevés que sous Yaqub al-Mansur et Muhammad an-Nasir, ce dernier construisant également une forteresse à l'extrémité occidentale,,, qui prendra le nom de « Casbah Nouar » (casbah des Fleurs) et deviendra le siège des institutions à Fès et ce jusqu'à la construction de Fès-el-Jedid. Le tracé des remparts almohades représente la base du tracé actuel de Fès el-Bali, qui n'a été modifié que légèrement depuis, particulièrement à l'ouest afin d'aménager la jonction avec Fès-el-Jedid au XIXe siècle.

### Ères mérinide et wattasside
Sous les Mérinides, qui s'établissent d'abord à la casbah Nouar et à l'ouest de la ville, on assiste à plusieurs restaurations des remparts almohades du côté de Fès-el-Bali. Le sultan Yaqub ibn Abd al-Haqq décide néanmoins la construction d'une nouvelle cité à l'ouest de l'ancienne, qu'il baptise du nom de « al-Madina al-Bayda' » (la Ville Blanche), appellation qui s'efface au profit de « Fès-el-Jedid » qui est courante jusqu'à nos jours.
Yaqub ibn Abd al-Haqq décide également de construire un quartier juif, attenant à Fès-el-Jedid et au nouveau palais royal, doté de sa propre enceinte fortifiée percée d'une porte, Bab el-Mellah,.

### Ère saadienne
Sous les Saadiens, qui n'ont que difficilement conquis Fès dont les habitants ont soutenu les Wattassides, on assiste à la construction de nouvelles fortifications que sont les bastions et les borjs Nord et Sud. Ces fortifications ont autant comme rôle de défendre la ville des attaques extérieures que de constituer un instrument de menace envers les Fassis, dont les Saadiens se méfient en permanence.

### Ère alaouite
Sous le règne des Alaouites plusieurs enceintes et installations défensives seront adjointes aux fortifications de Fès.
Sous le sultan Rachid Ier, un nouveau fort est construit au nord de Fès-el-Jedid dans le but d'accueillir les contingents guich censés défendre la ville, la « Casbah de Khemis ». L'appellation d'usage de la casbah change alors selon l'origine des tribus guich qui s'y voient logées par les différents sultans: « casbah des Cheraga », « casbah des Oudayas » puis « casbah des Cherarda ». De plan proche du carré, le fort est protégé par une enceinte fortifiée de tours et d'un chemin de ronde.
Au XIXe siècle, le sultan Slimane Ier entreprend la restauration de Beb Foutouh et Bab Sidi Boujida, tombées en ruines, ainsi que la reconstruction de l'enceinte de la casbah Nouar, puis le sultan Hassan Ier entreprend de grands travaux d'aménagement au niveau des deux cités, en reliant Fès-el-Jedid à Fès-el-Bali par la construction d'une enceinte fortifiée entre les deux au niveau de l'actuel jardin de J'nane S'bil, ainsi qu'en agrandissant Fès-el-Jedid par la construction d'une seconde enceinte fortifiée à l'ouest, incluant les actuels Méchouar, Makina et Aguedal au sein de la ville. Ces extensions reliaient également Fès à la casbah de Khemis via le « complexe » de Bab Segma, détruit au début du XXe siècle.

### Cartographie chronologique

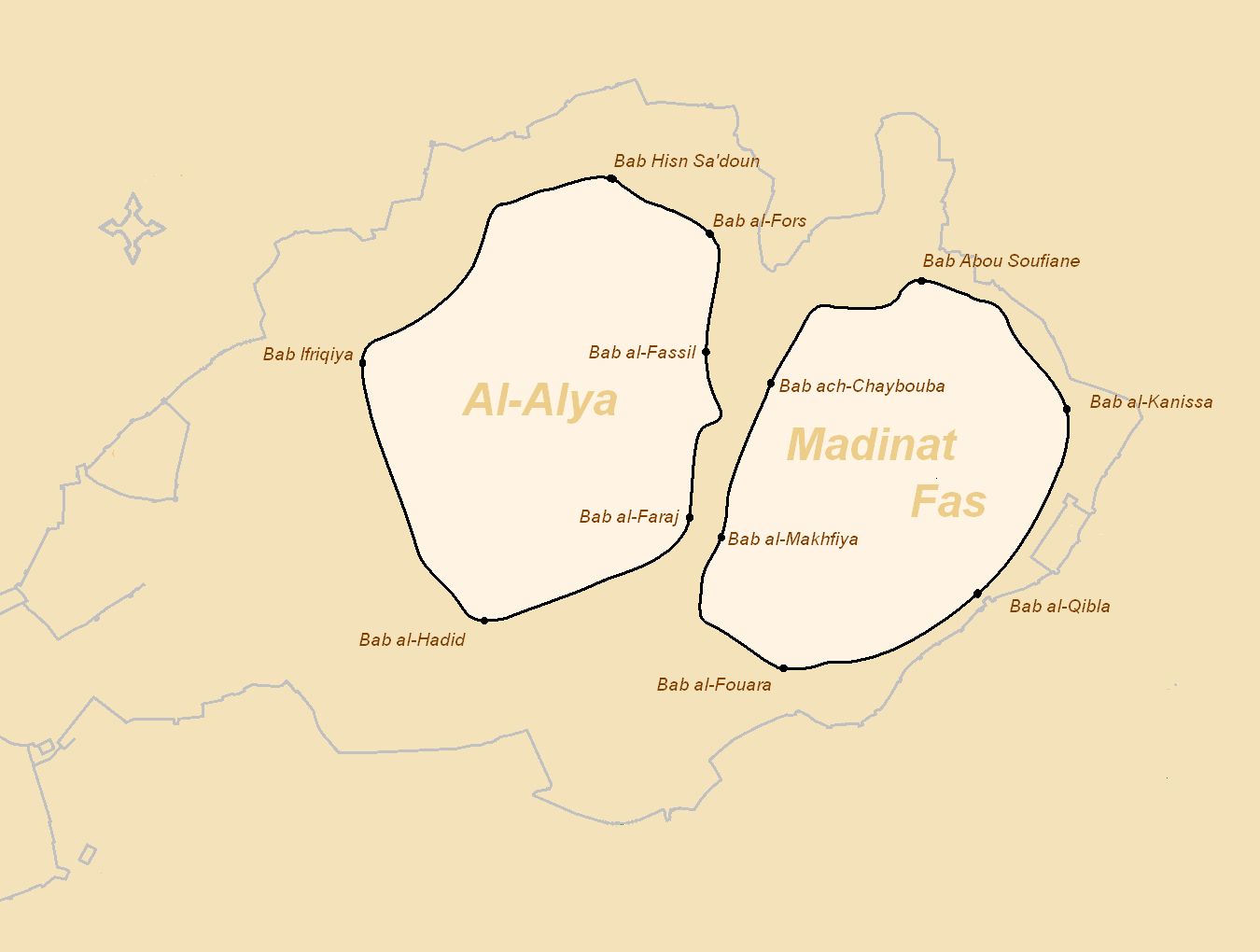
Limites approximatives de Madinat Fas et Al-Alya (en noir) par rapport aux limites actuelles de Fès-el-Bali et ses fortifications (en gris)
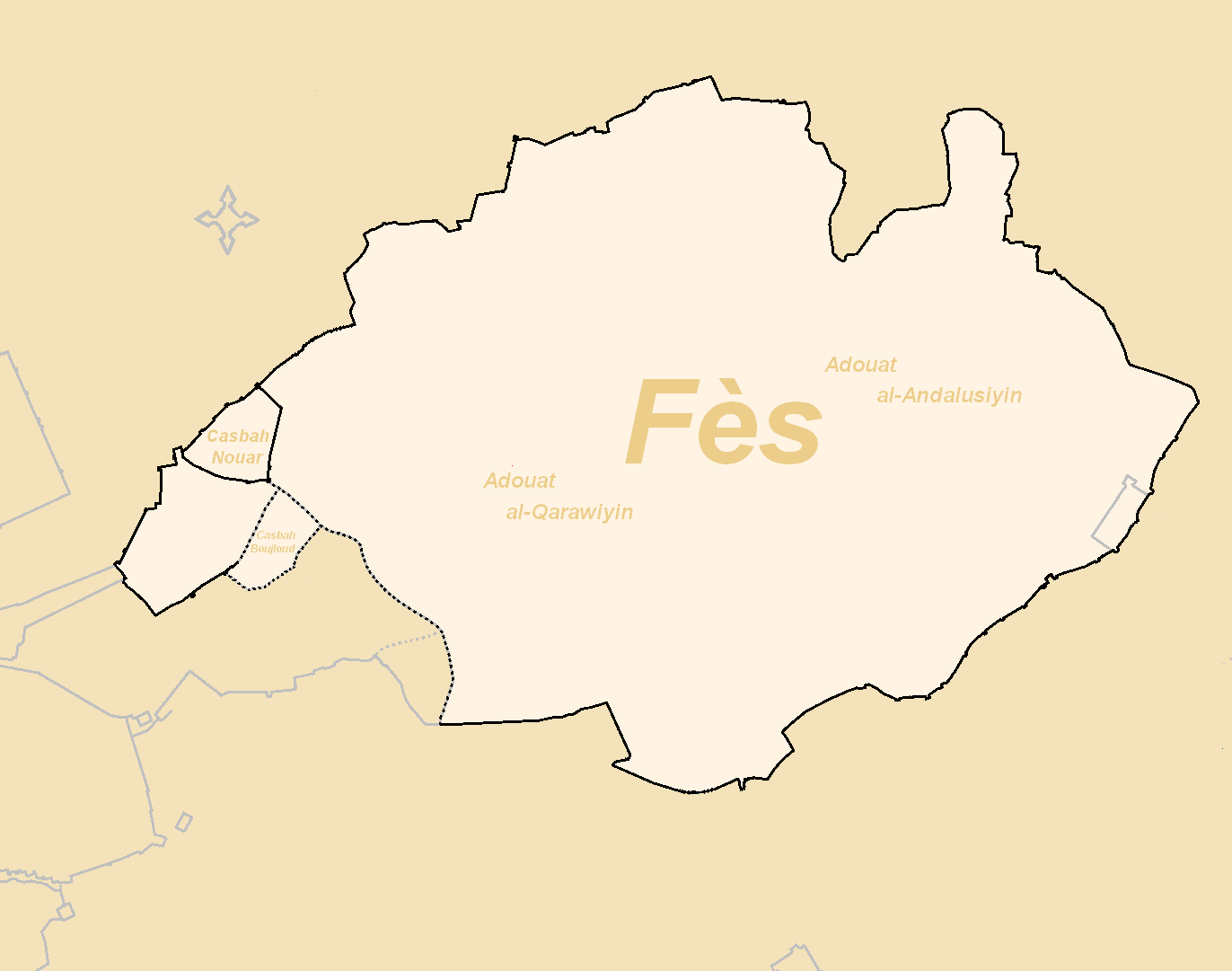
Carte de Fès sous les Almohades, correspondant approximativement à l'actuel Fès-el-Bali
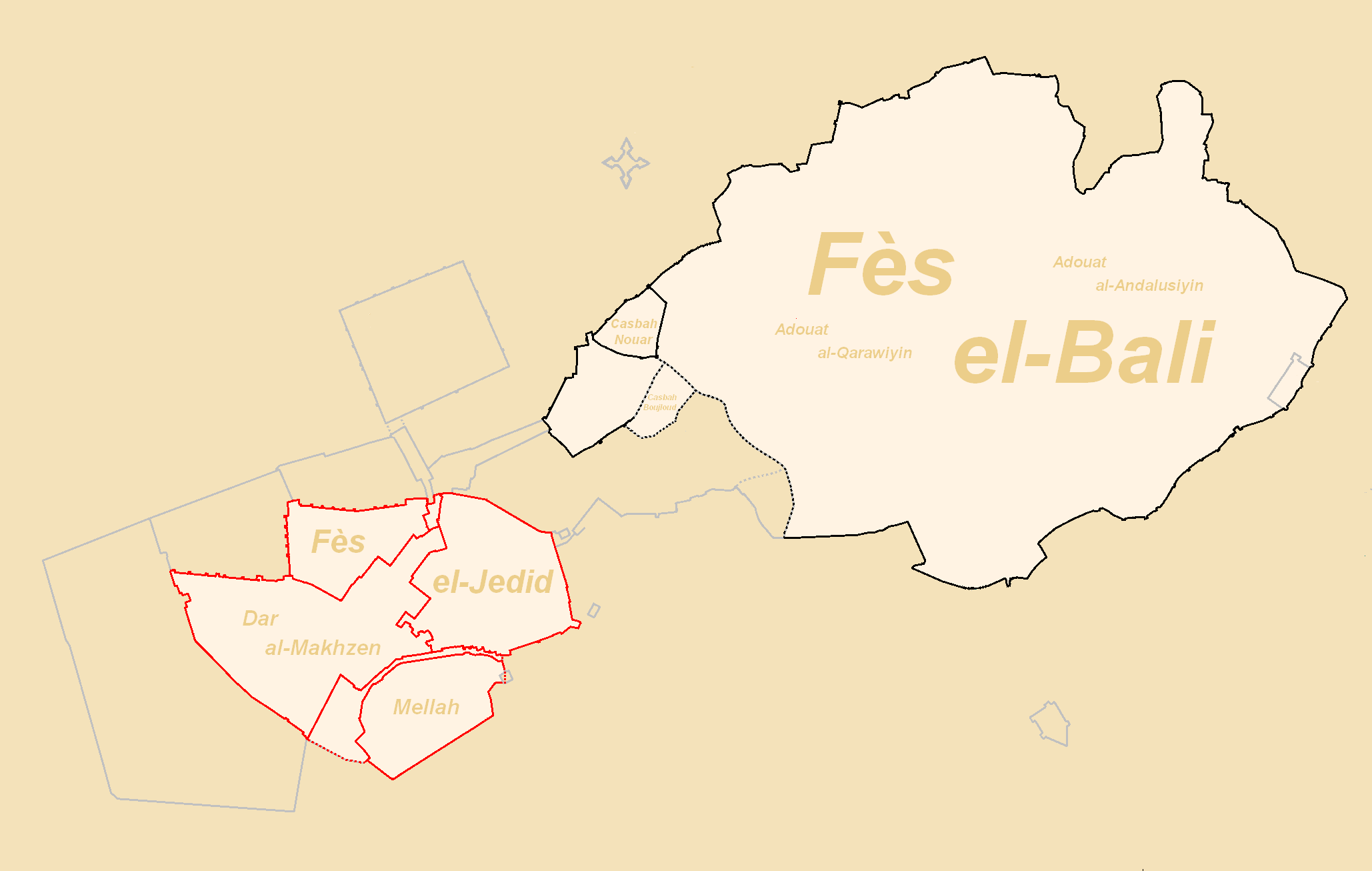
Carte des extensions mérinides de Fès : Fès-el-Jedid (en rouge) par rapport aux limites actuelles de Fès et ses fortifications (en gris)
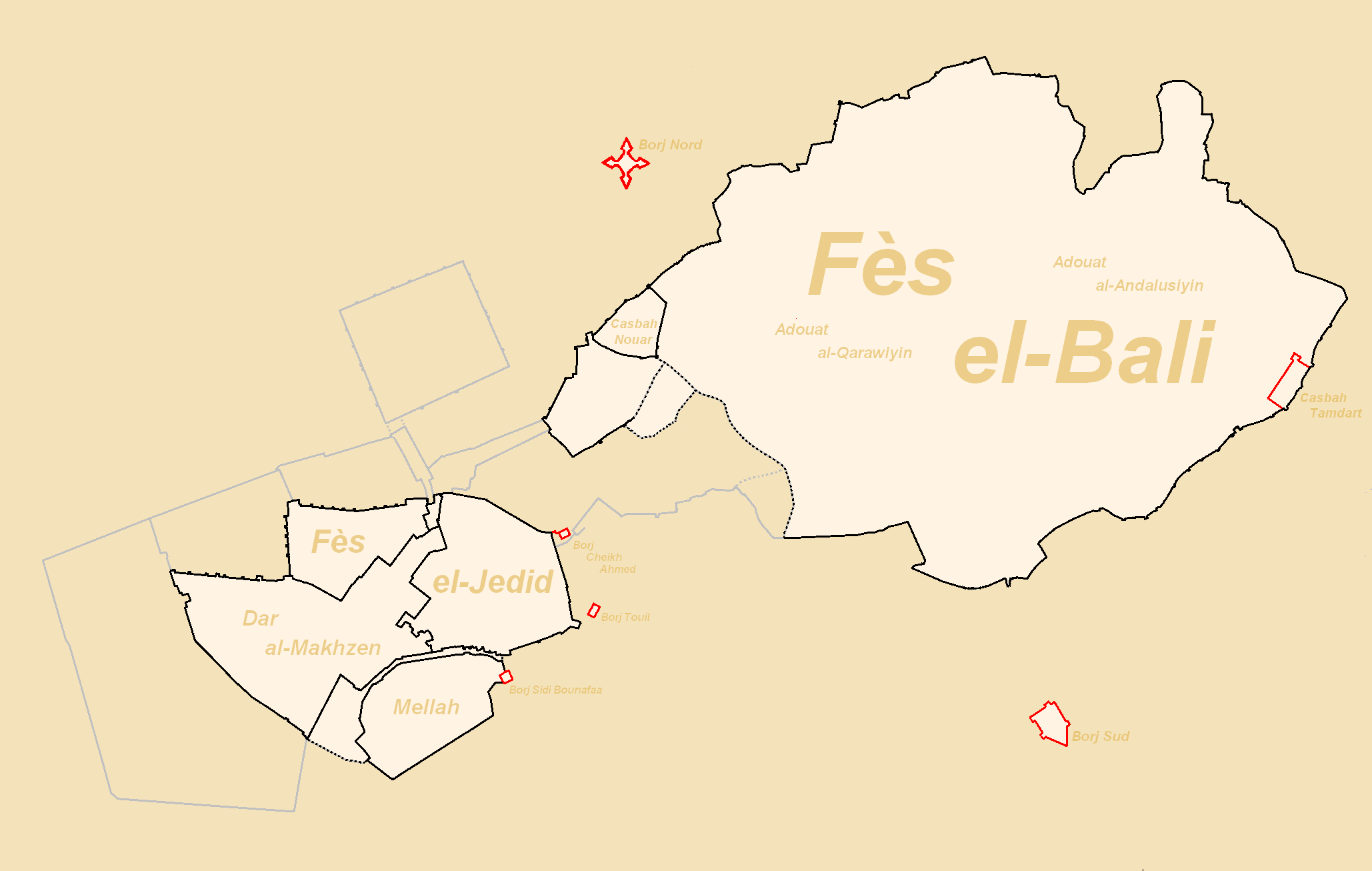
Carte des bastions et des forts construits sous les Saadiens à Fès (en rouge)
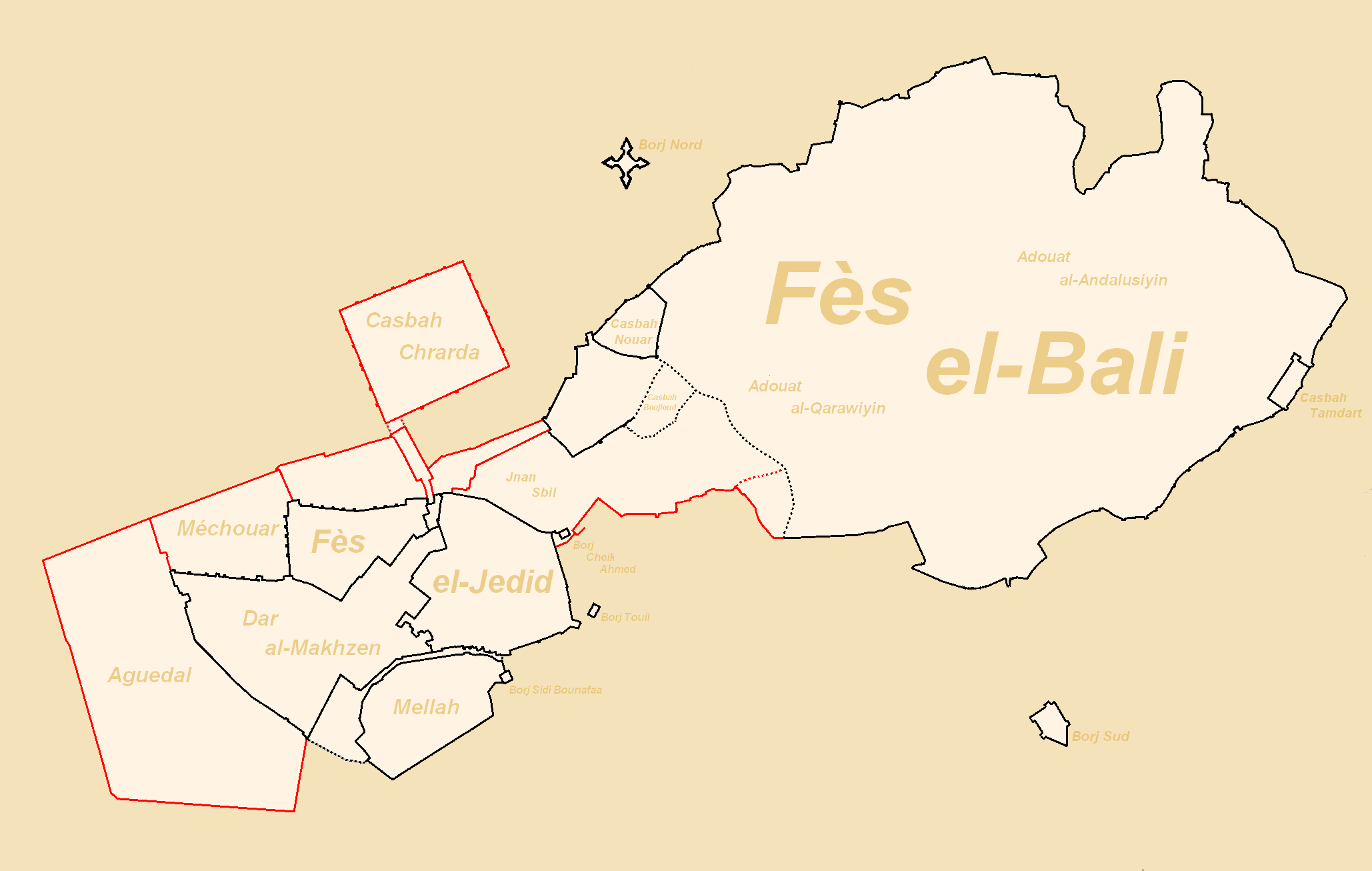
Carte des réalisations défensives alaouites à Fès (en rouge)

## Fortifications actuelles

### Médina de Fès
L'enceinte de la médina de Fès est fortifiée par une série de remparts résultant des différents aménagements entrepris au cours de l'histoire de la ville et dont le tracé actuel est représenté par l'aboutissement des aménagements alaouites. Cependant, plusieurs brèches ont été aménagées au cours du XXe siècle afin de permettre la circulation entre la médina et la nouvelle ville.
L'enceinte extérieure de la médina de Fès est formée d'une série de remparts d'environ 2m d'épaisseur pour 7m de hauteur en moyenne, fortifiés de tours et d'un chemin de ronde protégé d'un parapet surmonté de merlons, englobant au total une superficie de plus de 1000ha.

### Casbahs
Casbah de Nouar
Datant de l'ère almohade, la casbah de Nouar accueillait les institutions à Fès et ce jusqu'à la construction de Fès-el-Jedid. Depuis le XVIIe siècle, elle accueille les familles originaires du Tafilalet ayant suivi les Alaouites, prenant ainsi la dénomination « casbah des Filalas ».
Située à l'ouest de Fès-el-Bali, la casbah est entourée d'une enceinte percée d'une porte, Bab Chorfas.
Casbah de Boujloud
La casbah de Boujloud est un ancien fort de l'ouest de Fès-el-Bali. Datant de l'ère almoravide, la casbah a été détruite à la conquête almohade avant d'être reconstruite par ces derniers. Quelques vestiges en subsistent, dont une partie des murailles et l'emprise de Bab Boujloud, porte reconstruite au début du XXe siècle.
Casbah de Chems
La casbah de Chems (Casbah du Soleil) est un fort construit pendant l'ère alaouite au nord de Jnan Sbil. Il en subsiste une partie de l'enceinte ainsi que la porte homonyme (Bab Chems).
Casbah de Tamdart
Située au sud-est de Fès-el-Bali, la casbah de Tamdart est construite pendant l'ère des Saadiens, sous le sultan Ahmad al-Mansur.
La casbah est fortifiée d'une enceinte de forme rectangulaire dotée d'un bastion sur sa pointe nord.
Casbah des Cherarda
La casbah des Cherarda est la plus grande des casbahs de Fès, elle a été construite sous le sultan alaouite Rachid Ier au nord de Fès-el-Jedid dans le but d'accueillir les contingents guich.
La casbah est fortifiée par une enceinte de forme trapézoïdale proche du carré, de 350m à 370m de côtés, dotée de tours et d'un chemin de ronde protégé de merlons et percée de deux portes principales au milieu des faces nord-est et sud-ouest.
Jusqu'au début du XXe siècle, la casbah était reliée à Fès-el-Jedid via le complexe de Bab Segma dont les vestiges se composent de deux tours octogonales, dont l'une est attenante à la pointe sud de l'enceinte carrée. Aujourd'hui la casbah est divisée entre un hôpital public, un lycée et un campus annexe de l'université al-Qaraouiyine.
Casbah de Dar Dbibagh
La casbah de Dar Dbibagh est la plus excentrée des anciennes installations de défense de la médina de Fès, se situant à plus de trois kilomètres au sud est de la ville ancienne. Elle a été construite sous le règne du sultan Abdallah et est entourée d'une enceinte. Elle est actuellement dans un état de délabrement avancé et est squattée par une quarantaine de familles.

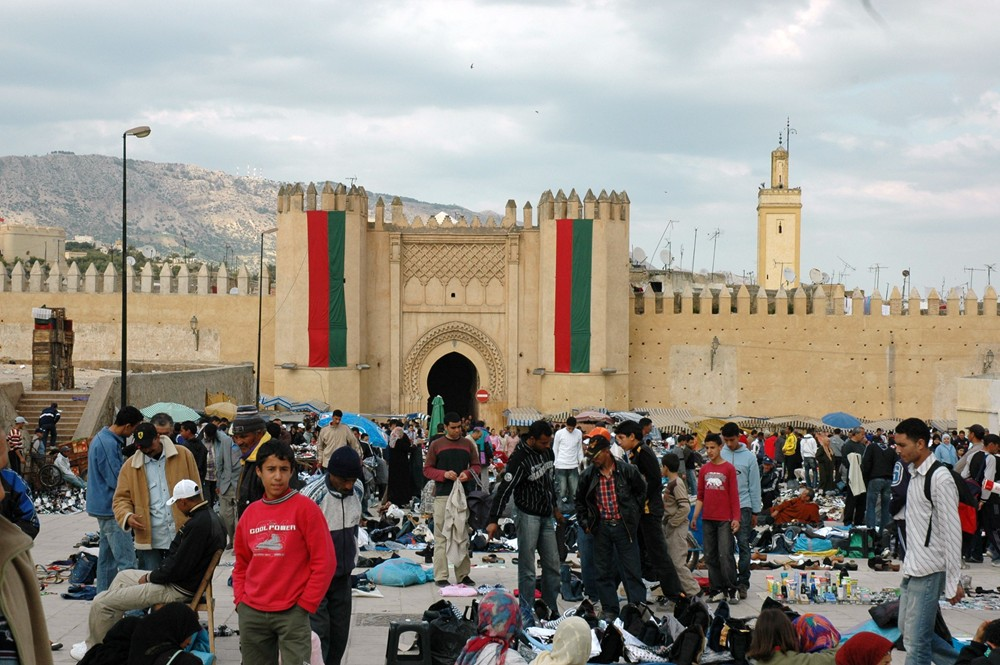
Bab Chorfas ; face extérieure
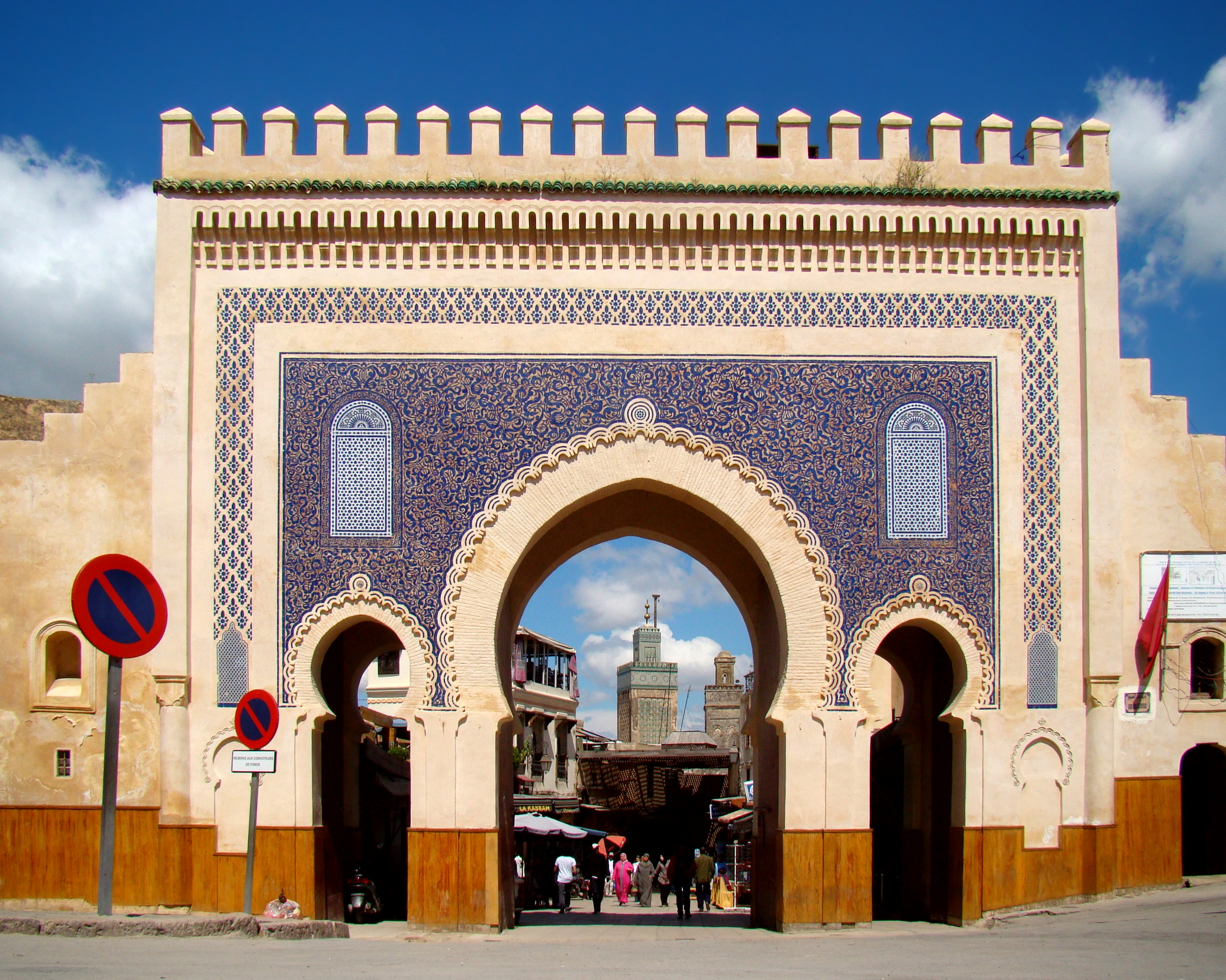
Bab Boujloud ; face extérieure
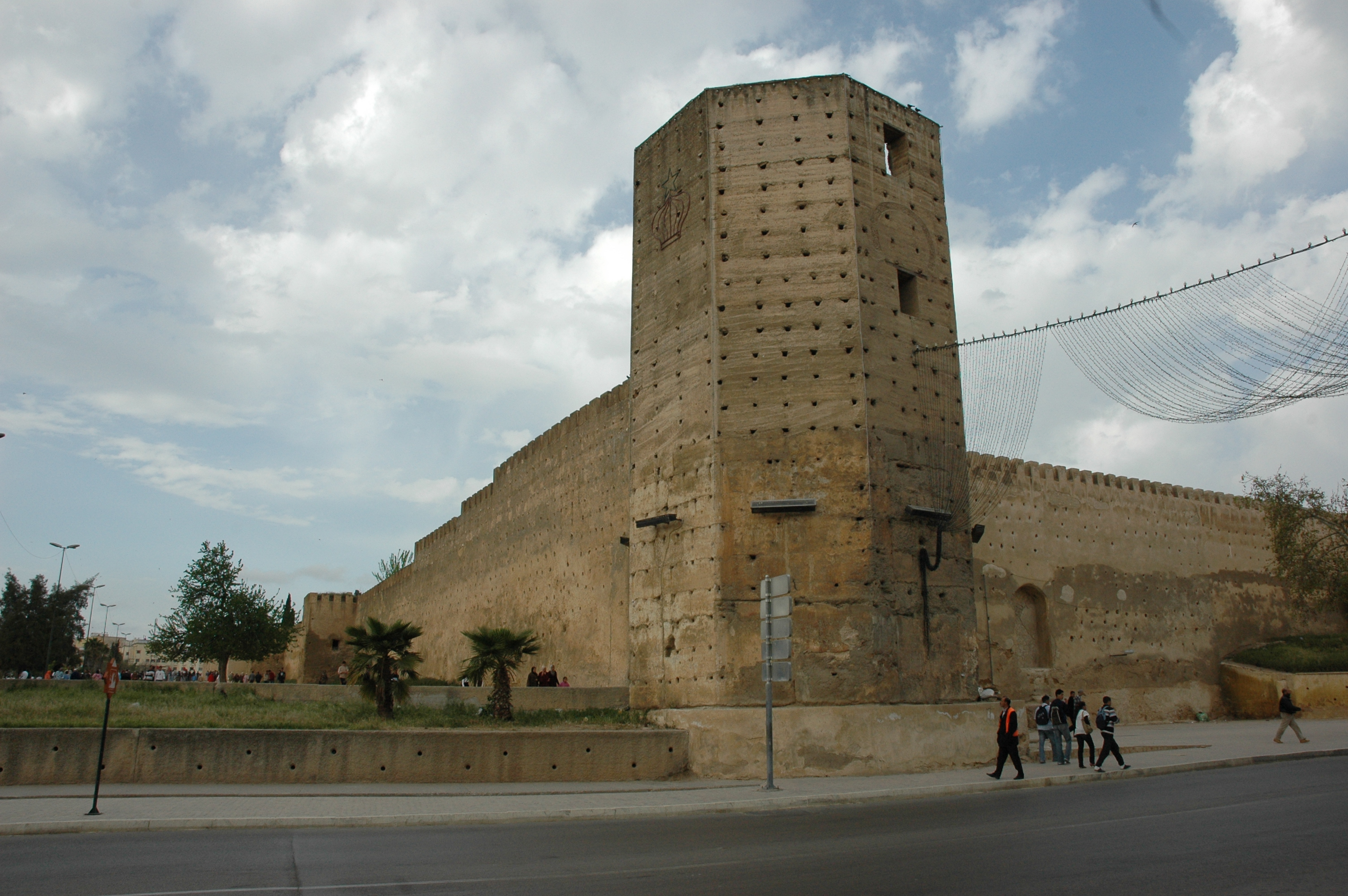
Enceinte de la casbah des Cherarda et tour octogonale, vestige du complexe de Bab Segma

### Forts et fortins
Construits pendant l'ère saadienne et pouvant accueillir des canons, deux forts et trois bastions imposants protègent la ville de Fès:
- le Borj Nord, datant de la fin du XVIe siècle, situé au nord-ouest de Fès-el-Bali, dont de plan s'inspire de l'architecture portugaise de l'époque[17] ; il est utilisé actuellement en tant que musée des Armes.
- le Borj Sud, construit, comme le Borj Nord au XVIe siècle sur demande du sultan Ahmed al-Mansur, il est de plan en forme de fer de lance orienté vers le sud-est ; il est situé au sud de Fès-el-Bali[17]. Un tunnel, aujourd'hui fermé, le reliait autrefois au Borj Nord.
- le Borj Cheikh Ahmed, fortin de plan rectangulaire construit pendant la période d'instabilité et de conflits marquant la fin de l'ère saadienne au XVIIe siècle, situé entre Fès-el-Bali et Fès-el-Jedid adossé à la face sud du rempart qui relie les deux parties de la ville. Le fortin est situé de nos jours au sud des jardins de J'nan S'bil et a été rénové au début du XXIe siècle.
- le Borj Touil, fortin construit sous Ahmed al-Mansur, situé près de deux centaines de mètres au sud de Borj Cheikh Ahmed à l'est de Fès-el-Jedid[18], il était armé de canons faisant feu depuis trois ouvertures en arc sur sa face extérieure.
- le Borj Sidi Bounafaa, fortin situé à proximité de Bab Jiaf, à l'est du Mellah dont la défense était le rôle principal[18]. Sa terrasse comporte des embrasures permettant l'installation des canons qui constituaient son principal armement.

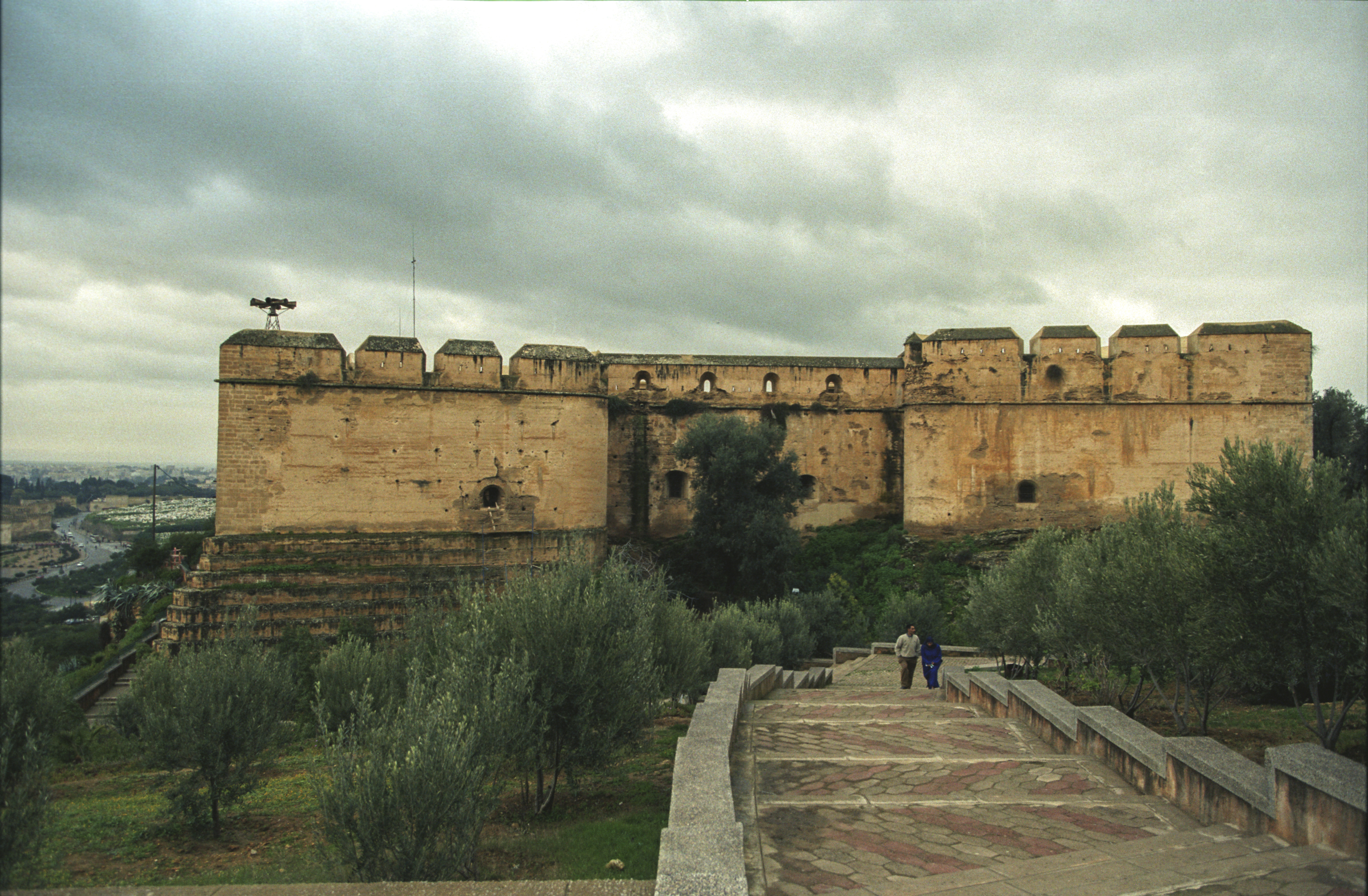
Borj Nord ; face nord-est
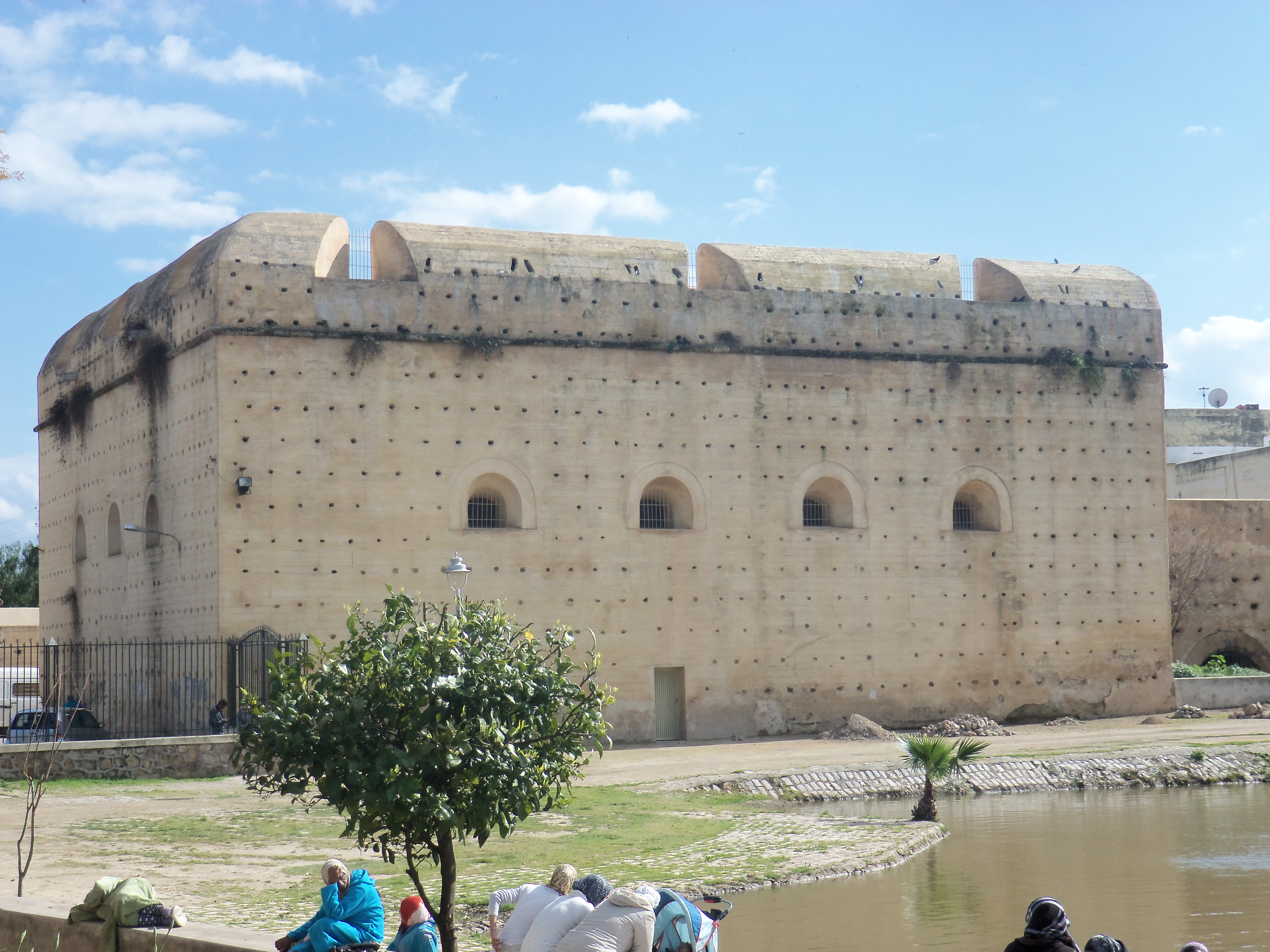
Borj Cheikh Ahmed

### Ouvrages et publications
- A. Gaudio, Fès: joyau de la civilisation islamique, Nouvelles Editions Latines, 1982
- M. García-Arenal, Idrissisme et villes idrissides, Studia Islamica, 1995, pp. 232-68
- H. Gaillard, Une ville de l'Islam: Fès, Ed. J. André, 1905
- C.-L. Aubert, Fès: un projet étranger - Étude urbaine et hypothèse, École d'Architecture de Marseille-Luminy (Mémoire de fin d'études), 2000
- A. Escher et al., Die Medina von Fes: Geographische Beiträge zu Persistenz und Dynamik, Verfall und Erneuerung einer traditionellen islamischen Stadt in handlungstheoretischer Sicht, Erlangen: Fränkischen Geographischen Gesellschaft, 1992
- Mohamed Métalsi, Fès, la ville essentielle, ACR éditions, Paris, 2002.